# Andrew Nicholson (jeździec)
Andrew Clifton Nicholson  (ur. 1 sierpnia 1961 w Te Awamutu) – nowozelandzki jeździec sportowy, trzykrotny medalista olimpijski. 
Sukcesy odnosił we Wszechstronnym Konkursie Konia Wierzchowego. Brał udział w sześciu igrzyskach olimpijskich na przestrzeni 28 lat (IO 84, IO 92, IO 96, IO 04, IO 08, IO 12), w 2000 został wybrany do drużyny, ostatecznie nie wystartował. Wszystkie swoje medale zdobywał w rywalizacji drużynowej. W 1992 zdobył srebro (na koniu Spinning Rhombus), w 1996 (na Jaggermeister II) i 2012 (na Nereo) sięgał po brąz. Brał udział w siedmiu mistrzostwach świata – w 1990 zdobył złoto drużynowo, w 2010 był trzeci zarówno indywidualnie jak i w drużynie (na Nereo).